# Adidas Parley
Adidas Parley là tên của dòng sản phẩm tượng trưng cho sự hợp tác giữa công ty sản xuất giày, trang phục và dụng cụ thể thao Adidas và tổ chức về môi trường biển Parley for the Oceans. Những sản phẩm của sự hợp tác này là những đôi giày Ultraboost- dòng giày chủ đạo của Adidas và trang phục bơi được sản xuất bằng rác thải nhựa tái chế nhằm mục đích giảm thiểu lượng rác thải nhựa trong lòng đại dương. Adidas tái tạo lại ba phiên bản của dòng giày chạy Ultraboost và phiên bản mới của dòng giày Adidas Originals.

## Lịch sử
Eric Liedtke, người điều hành của Adidas năm 2015, đã lựa chọn việc tái chế rác thải nhựa để tạo ra các sản phẩm của Adidas bởi ông nhận thấy tiềm năng và tính khả thi của dòng sản phẩm này và xa hơn nữa là góp phần trong việc giải quyết vấn đề rác thải nhựa đại dương. Đây chính là khởi đầu của một sáng kiến cho một dự án mà Adidas giảm thiểu lượng nhựa mới trong các sản phẩm của công ty và thay vào đó là sản phẩm nhựa tái chế. Trước đó, Adidas đã sử dụng vải polyester tái chế và chất liệu cotton bền cho những sản phẩm của mình nhưng so với dự án lần này thì quy mô sản xuất trước đó vẫn còn nhỏ hơn rất nhiều.

### Sự hợp tác củaAdidasvà Parley
Parley for the Oceans là đối tác của Adidas trong chiến dịch Parley A.I.R Strategy, chiến dịch biến rác thải nhựa thành những sợi chỉ để tạo nên những đôi giày chạy. Phần trên của những đôi giày Parley được làm từ rác thải nhựa tái chế do Parley thu gom còn phần đế giày được làm từ cao su tái chế.
Xa hơn nữa, Adidas và Parley còn hợp tác với nhau sản xuất đại trà trang phục bóng đá và đồng phục thi đấu của những đội bóng lớn như là Real Madrid, FC Bayern Munich và Manchester United FC. Trong khoảng thời gian từ 2015 đến 2018, Adidas và Parley đã ra mẫu thiết kế phiên bản giới hạn dành cho một vài đội bóng của Giải bóng đá Nhà nghề Mỹ (MLS). Đến năm 2019, Adidas Parley lại một lần nữa hợp tác cùng với MLS để bán ra một số lượng có hạn áo đấu của một số đội bóng nhất định.
Vào năm 2017, Adidas và Parley đã tổ chức sự kiện "Run for the Oceans" với mong muốn quảng bá sản phẩm và đưa người tiêu dùng chú ý đến việc bảo vệ môi trường biển.

#### Adidas x Parley uncaged Ultraboost
Phiên bản uncaged Ultraboost của Adidas và Parley được giao bán với mức giá 220USD/ đôi. Adidas đang chuẩn bị ra mắt mẫu mới. Những đôi Ultraboost này sử dụng 11 vỏ chai nhựa mỗi đôi vào dây giày và bộ phận nâng đỡ gót.

#### Bộ sưu tập đồ bơi của Adidas và Parley
Trong bộ sưu tập này, Adidas sử dụng lưới bắt cá được tái chế để làm nên những bộ đồ bơi thay cho nylon bằng vải Econyl.